# Blue Food
Der Begriff Blue Food, oder Blaue Lebensmittel, umfasst für den menschlichen Verzehr geeignete Pflanzen und Tiere aus aquatischen Lebensräumen. Mehr als 2500 Arten von Meeres- und Süßwassertieren, Wasserpflanzen und Algen sind für die menschliche Ernährung als relevant bekannt.

## Entstehung des Begriffs
Der Begriff wurde in der Blue Transformation-Strategie der Ernährungs- und Landwirtschaftsorganisation der Vereinten Nationen geprägt. Im Gegensatz zu den Begriffen Fische und Meeresfrüchte umfasst der Begriff Blue Food auch pflanzliche Nahrungsmittel aus dem Wasser. Blue Food knüpft konzeptuell und begrifflich an das Prinzip der Blue Economy an.

## Hintergrund
Die gesellschaftlichen und politischen Debatten und Entscheidungen hinsichtlich der zukünftigen Gestaltung und Entwicklung unserer Lebensmittelproduktion fokussieren sich bislang vorrangig auf die terrestrischen Systeme Landwirtschaft und Viehzucht. Nur selten geht es um die so genannten Blauen Lebensmittel, also Fische, wirbellose Tiere, Algen und Wasserpflanzen, die in Süßwasser- und Meeresökosystemen gefangen oder gezüchtet werden. Der Leitfaden der Ernährungs- und Landwirtschaftsorganisation der Vereinten Nationen (FAO) für eine „Blaue Transformation“ betont daher die wichtige Rolle von Blue Food für die Ernährung einer wachsenden Weltbevölkerung und unterstreicht gleichzeitig die Notwendigkeit, bei der Gewinnung Blauer Lebensmittel auf umweltverträgliche, nachhaltige Praktiken zu setzen, um diese Ressourcen auch für zukünftige Generationen zu erhalten. Die Rolle von Blue Food für Umwelt und Ernährung wird auch im Blue Food Assessment beschrieben. Hinter dem Report stehen mehr als 100 Wissenschaftler aus 25 Universitäten, darunter Stanford University, Stockholm Resilience Centre oder Potsdam-Institut für Klimaforschung.

## Nachhaltigkeitsevaluation

### Wirtschaftsfaktor
Blue Food wird durch sehr unterschiedliche Praktiken gewonnen – von großen Trawlern auf hoher See bis hin zu kleinen Karpfenteichen, wie sie etwa im Mittelmeerraum oder China schon vor 2500 Jahren angelegt wurden. Wirtschaftlich gesehen trägt Blue Food wesentlich zum globalen Handel bei. Lokale Anpassungsstrategien verbessern die Widerstandsfähigkeit Blauer Lebensmittelsysteme gegenüber externen Stressfaktoren und fördern die wirtschaftliche Stabilität in Küsten- und Anrainergemeinden. Die FAO schätzt, dass der Lebensunterhalt von etwa 800 Millionen Menschen – direkt und indirekt – von Blue Food abhängt. In den Ländern des globalen Südens übersteigen die Nettoeinnahmen aus dem Handel mit Blue Food die aller anderen Agrarrohstoffe. Insgesamt gehören Fisch und Meeresfrüchte zu den weltweit meistgehandelten Gütern: Der jährliche Handelswert wird auf 151 Milliarden US-Dollar geschätzt.
Komplexe globale Lieferketten mit unzureichender Transparenz können ebenso eine Herausforderung für die nachhaltige Produktion Blauer Lebensmittel darstellen wie die Berücksichtigung der Rechte indigener Völker oder der traditionellen Küstenfischerei. Zertifizierungsprogramme und die damit verbundenen Kontrollen entlang der Lieferkette können ein wichtiger Schritt zu mehr Transparenz sein, stoßen jedoch in autokratischen Ländern an ihre Grenzen.

### Ernährung
Fisch, Meeresfrüchte und Algen werden für ihren hohen Nährstoffgehalt geschätzt, da sie verschiedene Proteine und als lebenswichtig geltende Vitamine, Mikronährstoffe und Fettsäuren enthalten.
Sie können eine wichtige Rolle bei der Behebung von Ernährungsdefiziten spielen, insbesondere in Regionen mit begrenztem Zugang zu alternativen Nährstoffquellen: Für viele afrikanische und südamerikanische Länder sehen Wissenschaftler einen höheren Verzehr von Blue Food als Möglichkeit zur Bekämpfung eines verbreiteten Mangels an Vitamin B12 und Omega-3. Für viele Regionen des globalen Nordens geht man davon aus, dass die Raten von Herz-Kreislauf-Erkrankungen, die unter anderem mit einem hohen Verzehr von rotem Fleisch in Verbindung gebracht werden, durch einen moderaten aber regelmäßigen Verzehr Blauer Lebensmittel gesenkt werden könnten.

### Umweltauswirkungen
Mit Blick auf den Umweltaspekt scheinen aquatische Lebensmittel im Vergleich zu terrestrisch erzeugten Proteinen, insbesondere aus der Viehzucht, in vielerlei Hinsicht einen geringeren ökologischen Fußabdruck zu verzeichnen. Die Fischerei auf Hering oder Sardellen oder die Aquakultur von Karpfen beispielsweise haben deutlich niedrigere CO2-Emissionen als die Zucht von Hühnern, dem umweltverträglichsten aller terrestrischen tierischen Nahrungsmittel. Auch weisen Blaue Lebensmittel im Vergleich zu Landwirtschaft und Viehzucht einen geringen bis gar keinen Verbrauch von Futter- und Düngemitteln und geringe bis gar keine Emissionen von Stickstoff und Phosphor auf; Blaue Lebensmittel aus Wildfang verbrauchen zudem weder Wasser noch Landflächen. Algen und Muscheln, die als natürliche Wasserfilter agieren, können gezielt zur Verbesserung der Wasserqualität natürlicher Gewässer gezüchtet werden.
An anderer Stelle kann der Umwelteinfluss Blauer Lebensmittel auch hoch sein, wenn Fischereien und Aquakulturbetriebe nicht strengen Nachhaltigkeitskriterien folgen. Ein Drittel der weltweiten Fischbestände gelten als überfischt, nicht nachhaltige Fischereien und Aquakulturen haben negative Auswirkungen auf das Ökosystem und gefährden die marine Artenvielfalt. Beispiele hierfür sind die Zerstörung von Fauna und Flora am Meeresboden durch Grundschleppnetzfischereien, die in sensiblen Meeresgebieten fischen, die Abholzung von Mangrovenwäldern für Fischzuchtanlagen oder die Übertragung von Krankheiten und Medikamentenrückständen in wilde Gewässer durch nicht nachhaltige Aquakulturbetriebe. Auch die Treibhausgasemissionen können bei einigen Zucht- oder Fangmethoden höher sein als bei anderen.  Vor dem Hintergrund dieser Risiken sehen die Vereinten Nationen in der Beendigung von Überfischung und der nachhaltigeren Gestaltung der globalen Fischerei und Aquakultur eine der Kernaufgaben der Blue Transformation-Strategie – und eine essentielle Voraussetzung für den langfristigen Erhalt Blauer Nahrungsmittel und gesunder Ökosysteme. Stärkere zwischenstaatliche Regulierungs- und Kontrollmechanismen für Fischfang und Aquakultur, ebenso wie freiwillige Zertifizierungsprogramme und Umweltsiegel, wie beispielsweise das des Marine Stewardship Council, bieten hier Lösungsansätze.